# Entosthodon subaloma
Entosthodon subaloma là một loài Rêu trong họ Funariaceae. Loài này được (Herzog) S.P. Churchill mô tả khoa học đầu tiên năm 2005.